# Гезер Кроу (тенісистка)
Гезер Кроу (англ. Heather Crowe; нар. 12 липня 1961) — колишня американська тенісистка.
Найвищим досягненням на турнірах Великого шолома було 3 коло в одиночному розряді.

## Фінали Туру WTA

### Парний розряд (0–1)
| Результат | Дата           | Турнір                    | Покриття | Партнерка  | Суперниці                  | Рахунок  |
| --------- | -------------- | ------------------------- | -------- | ---------- | -------------------------- | -------- |
| Поразка   | Вересень, 1984 | Солт-Лейк-Сіті, Utah, США | Тверде   | Робін Вайт | Енн Мінтер Елізабет Мінтер | 1–6, 2–6 |